# Karl Christ
Karl Christ (* 6. April 1923 in Ulm/Donau; † 28. März 2008 in Marburg) war ein deutscher Althistoriker. Der „Nestor der deutschen Althistorie“ gilt als „Pionier der Wissenschafts- und Rezeptionsgeschichte seines Faches“. Seine Arbeiten zur römischen Republik und Kaiserzeit galten lange als Standardwerke. Seine sammelbiographischen Bände Von Gibbon zu Rostovtzeff (1972) und Neue Profile der Alten Geschichte (1990) wurden unverzichtbare Bestandteile einer Historiographiegeschichte.

## Leben
Der Sohn eines Kaufmanns legte 1940 am Humanistischen Gymnasium seiner Geburtsstadt das Abitur ab. Er hatte sich 1940 freiwillig als Offiziersanwärter für die Wehrmacht gemeldet. Erst nach dem anschließenden Kriegsdienst bis 1944 und der sowjetischen Kriegsgefangenschaft konnte er sich 1948 der Wissenschaft zuwenden. Bis 1954 studierte er Altertumswissenschaften und Geographie an den Universitäten Tübingen und Zürich. In Tübingen wurde er vor allem von Joseph Vogt, in Zürich von Ernst Meyer gefördert. Es war auch Vogt, der ihn 1953 mit einer Arbeit zu Drusus promovierte. Nach dem Staatsexamen für das Höhere Lehramt 1954 arbeitete er sich bis 1958 im Rahmen eines Stipendiums der Kommission für Alte Geschichte und Epigraphik in die Numismatik ein. Ein Thema aus diesem Gebiet lag auch der Habilitation bei Fritz Taeger in Marburg 1959 zu Grunde. Dieser Universität blieb er – trotz Rufen nach Aachen (1966) und Zürich (1968) – treu, von 1965 bis zu seiner Emeritierung 1988 als ordentlicher Professor. Zu seinen Schülern gehörten Klaus Bringmann, Alexander Demandt, Dieter Flach, Peter Kneißl, Hartmut Leppin und Volker Losemann.
1957 wurde Karl Christ zum korrespondierenden Mitglied des Deutschen Archäologischen Instituts (DAI) gewählt. Seit 1966 war er zudem Mitglied der Historischen Kommission für Hessen. Seit 1984 gehörte er der Accademia di scienze morali e politiche Napoli, seit 1993 dem Istituto Lombardo an. Am 18. Mai 1993 wurde er durch eine Ehrenpromotion der Freien Universität Berlin geehrt. Christ war verheiratet und hatte drei Kinder.
Christ begann 1999 damit, seine Erinnerungen in skizzenhafter Form für seine Familie niederzuschreiben. Schwerpunkt sind hierbei der Zweite Weltkrieg und Christs eigene Erfahrungen als Soldat. 2006 übergab er dieses sogenannte Lebensmosaik an seine Verwandten. Der Historiker Stefan Rebenich hatte diese Aufzeichnungen 2023 ausgewertet und öffentlich bei der Verleihung des Karl-Christ-Preises für Alte Geschichte 2023, die mit einem mit Symposion zum 100. Geburtstag von Christ verknüpft war, vorgetragen.
Zu seinem 85. Geburtstag am 6. April 2008 hatte die Universität Marburg ein Fest-Kolloquium geplant, welches dann wegen des Todes des Geehrten wenige Tage zuvor ihm „zu Ehren und zum Angedenken“ veranstaltet wurde.

## Wissenschaftliches Werk
Die Schwerpunkte von Karl Christs Arbeit in Forschung und Lehre lagen seit der Promotion im Bereich der Römischen Geschichte. Viele seiner Bücher, die teilweise in mehreren Auflagen und in Übersetzung erschienen sind, gelten heute als Standardwerke, vor allem die Geschichte der römischen Kaiserzeit von 1988. Sein Hauptverdienst besteht jedoch darin, dass er die Beschäftigung mit der Geschichte seines Faches in Deutschland inauguriert hat. Seine Forschungen auf diesem Gebiet reichen vom 18. Jahrhundert bis in die Zeit nach dem Zweiten Weltkrieg; so konnte er noch kurz vor seinem Tod eine Biographie des Historikers und Dichters Alexander Graf Schenk von Stauffenberg vorlegen. Dieses Buch schließt die Beschäftigung mit der Zeit des Nationalsozialismus ab, für die Christs Wirken einen vollständigen Neuansatz bedeutete – eine Aufgabe umso schwerer, als viele der belasteten Wissenschaftler noch am Leben oder zumindest ihre Schüler auf Lehrstühlen und in einflussreichen Posten der Wissenschaftsverwaltung und -förderung tätig waren.

## Karl-Christ-Preis
Die Goethe-Universität Frankfurt am Main und die Universität Bern loben 2012 einen Karl-Christ-Preis aus, der 2013 zum ersten Mal an Wilfried Nippel verliehen wurde. Der Preis zeichnet in einem zweijährigen Turnus „herausragende wissenschaftliche Leistungen auf dem Gebiet der Alten Geschichte und ihrer Nachbardisziplinen sowie der Wissenschafts- und Rezeptionsgeschichte des Altertums aus“.

## Schriften (Auswahl)
- Nero Claudius Drusus. Tübingen 1953 (ungedruckte Dissertation).
- Drusus und Germanicus. Der Eintritt der Römer in Germanien. Schöningh, Paderborn 1956.
- Antike Münzfunde Südwestdeutschlands. Münzfunde, Geldwirtschaft und Geschichte im Raume Baden-Württembergs von keltischer bis in alamannische Zeit (= Vestigia. Beiträge zur alten Geschichte. Bd. 3, 1–2). 2 Bände (Bd. 1: Untersuchung. Bd. 2/5: Anmerkungen, Tabellen, Karten, Diagramme und Tafeln.). Quelle & Meyer, Heidelberg 1960.
- Die Fundmünzen der römischen Zeit in Deutschland. 4 Bände, Mainz 1963/1964.
- Die Griechen und das Geld. In: Saeculum, Bd. 15, 1964, S. 214–229. ISSN 0080-5319
- Antike Numismatik. Einführung und Bibliographie. Wissenschaftliche Buchgesellschaft, Darmstadt 1967 (3., unveränderte Auflage. ebenda 1991, ISBN 3-534-03707-3).
- Von Gibbon zu Rostovtzeff. Leben und Werk führender Althistoriker der Neuzeit. Wissenschaftliche Buchgesellschaft, Darmstadt 1972, ISBN 3-534-06070-9 (3., um einen Nachtrag erweiterte Auflage. Ebenda 1989).
- Römische Geschichte. Einführung, Quellenkunde, Bibliographie. Wissenschaftliche Buchgesellschaft, Darmstadt 1973, ISBN 3-534-04908-X (5. Auflage, ebenda 1994, ISBN 3-534-04908-X).
- als Herausgeber: Hannibal (= Wege der Forschung. Bd. 371). Wissenschaftliche Buchgesellschaft, Darmstadt 1974, ISBN 3-534-06077-6.
- Krise und Untergang der römischen Republik. Wissenschaftliche Buchgesellschaft, Darmstadt 1979, ISBN 3-534-08061-0 (8. Auflage, (unveränderter Nachdruck der 7. Auflage 2010). Ebenda 2013, ISBN 978-3-534-20041-2).
- Die Römer. Eine Einführung in ihre Geschichte und Zivilisation. Beck, München 1979, ISBN 3-406-04453-0 (3., überarbeitete Auflage. ebenda 1994, ISBN 3-406-38504-4).
- Römische Geschichte und deutsche Geschichtswissenschaft. Beck, München 1982, ISBN 3-406-08887-2.
- Römische Geschichte und Wissenschaftsgeschichte. 3 Bände. Wissenschaftliche Buchgesellschaft, Darmstadt 1982–1983;
  - Band 1: Römische Republik und Augusteischer Principat. 1982, ISBN 3-534-08337-7;
  - Band 2: Geschichte und Geschichtsschreibung der römischen Kaiserzeit. 1983, ISBN 3-534-08338-5;
  - Band 3: Wissenschaftsgeschichte. 1983, ISBN 3-534-08339-3.
- als Herausgeber: Sparta (= Wege der Forschung. Bd. 622). Wissenschaftliche Buchgesellschaft, Darmstadt 1986, ISBN 3-534-08809-3.
- Geschichte der römischen Kaiserzeit. Von Augustus zu Konstantin. Beck, München 1988, ISBN 3-406-33327-3 (6. Auflage mit aktualisierter Bibliographie. Ebenda 2009, ISBN 978-3-406-59613-1) (russische Übersetzung 1997).
- Neue Profile der Alten Geschichte. Wissenschaftliche Buchgesellschaft, Darmstadt 1990, ISBN 3-534-10289-4.
- Caesar. Annäherungen an einen Diktator. Beck, München 1994, ISBN 3-406-38493-5.
- Griechische Geschichte und Wissenschaftsgeschichte (= Historia. Einzelschriften. Bd. 106). Steiner, Stuttgart 1996, ISBN 3-515-06915-1.
- Von Caesar zu Konstantin. Beiträge zur römischen Geschichte und ihrer Rezeption. Beck, München 1996, ISBN 3-406-40521-5.
- Hellas. Griechische Geschichte und deutsche Geschichtswissenschaft. Beck, München 1999, ISBN 3-406-45312-0.
- Die römische Kaiserzeit. Von Augustus bis Diokletian. Beck, München 2001, ISBN 3-406-47052-1 (4. Auflage, ebenda 2011, ISBN 978-3-406-47052-3).
- Sulla. Eine römische Karriere. Beck, München 2002, ISBN 3-406-49285-1 (Unveränderter Nachdruck, 4. Auflage. ebenda 2011, ISBN 978-3-406-61724-9; in spanischer Sprache: Sila. Herder, Barcelona 2006, ISBN 84-254-2415-1).
- Hannibal. Wissenschaftliche Buchgesellschaft, Darmstadt 2003, ISBN 3-534-15414-2 (italienische Übersetzung 2005, spanische Übersetzung 2006).
- Pompeius. Der Feldherr Roms. Beck, München 2004, ISBN 3-406-51543-6 (Rezension von Stefan Rebenich) (spanische Übersetzung 2006).
- Klios Wandlungen. Die deutsche Althistorie vom Neuhumanismus bis zur Gegenwart. Beck, München 2006, ISBN 3-406-54181-X.
- Der andere Stauffenberg. Der Historiker und Dichter Alexander von Stauffenberg. Beck, München 2008, ISBN 978-3-406-56960-9.